# مدارس الفكر الماركسية

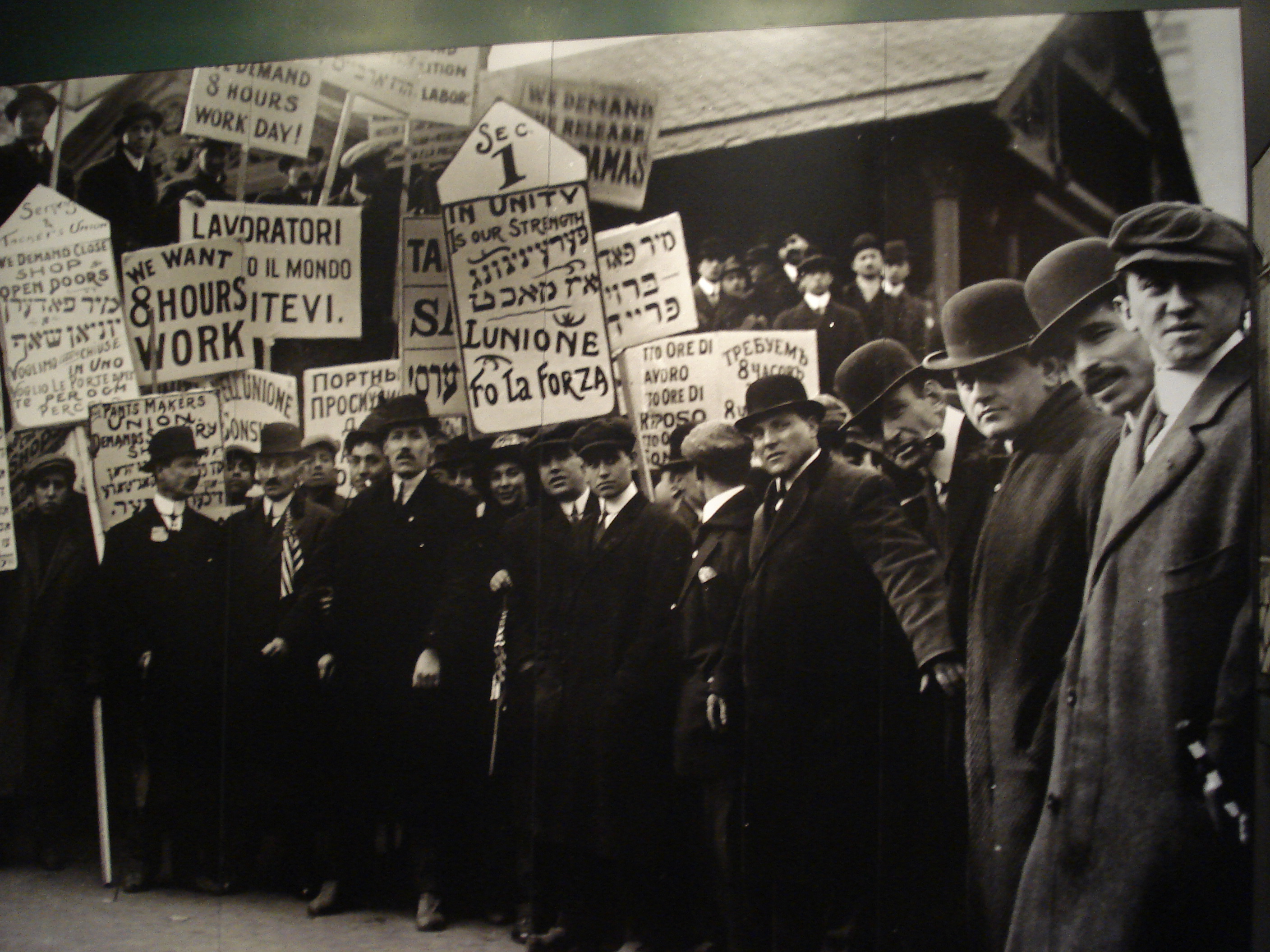
إضراب عمال الملابس في نيويورك عام 1913.

الماركسية طريقة للتحليل الاجتماعي-الاقتصادي نشأت في أعمال فيلسوفي القرن التاسع عشر الألمانيين كارل ماركس وفريدريك إنجلز. تحلل الماركسية وتنتقد تطور المجتمع الطبقي وخاصة الرأسمالية إضافة إلى دور الصراع الطبقي في التغيير الاقتصادي والاجتماعي والسياسي المنهجي. تؤطّر الماركسية الرأسمالية من خلال نموذج الاستغلال وتحلل العلاقات الطبقية والصراع الاجتماعي مستخدمة التفسير المادي للتطور التاريخي – المادي، بمعنى أن سياسات وأفكار حقبة زمنية ما، تُحدَّد بالطريقة التي تُنتَج بها المواد.
ابتداءً من أواخر القرن التاسع عشر، تطورت الماركسية من نقد ماركس الثوري الأصلي للاقتصاد السياسي الكلاسيكي والتصور المادي للتاريخ لتُصبح نظرة شاملة للعالم. يوجد الآن العديد من الفروع والمدارس الفكرية المختلفة، مما أدى إلى غياب نظرية ماركسية محددة. تركز المدارس الماركسية المختلفة بشكل أكبر على جوانب معينة من الماركسية الكلاسيكية بينما ترفض أو تعدل جوانب أخرى. سعت بعض المدارس الفكرية إلى الجمع بين المفاهيم الماركسية والمفاهيم غير الماركسية، ما أدى بعد ذلك إلى استنتاجات متضاربة.
الماركسية اللينينية وفروعها هي أكثر مدارس الفكر الماركسية شهرة، وكانت قوة دافعة في العلاقات الدولية خلال معظم القرن العشرين.

## الماركسية
تحلل الماركسية الظروف المادية والأنشطة الاقتصادية اللازمة لتلبية الاحتياجات المادية البشرية لشرح الظواهر الاجتماعية ضمن أي مجتمع. تفترض الماركسية أن شكل التنظيم الاقتصادي، أو نمط الإنتاج، يؤثر على جميع الظواهر الاجتماعية الأخرى بما في ذلك العلاقات الاجتماعية الأوسع والمؤسسات السياسية والأنظمة القانونية والأنظمة الثقافية والجماليات والأيديولوجيات. يشكل النظام الاقتصادي وهذه العلاقات الاجتماعية البنى التحتية والبنى الفوقية. مع تحسّن قوى الإنتاج، تصبح الأشكال الحالية لتنظيم الإنتاج قديمة وتشكل بالتالي عائقًا أمام أي تقدّم إضافي. كما لاحظ كارل ماركس: «في مرحلة معينة من التطور، تتعارض القوى الإنتاجية المادية للمجتمع مع علاقات الإنتاج الحالية. من أشكال تطور القوى المنتجة تتحول هذه العلاقات وتصبح أغلالًا تسجن العمال،  ثم تبدأ حقبة من الثورة الاجتماعية». تتجلى أوجه القصور هذه تناقضات اجتماعية ستحارب على مستوى الصراع الطبقي.
في ظل نمط الإنتاج الرأسمالي، يتجسد هذا الصراع بين الأقلية (البرجوازية) التي تمتلك وسائل الإنتاج، وبين الأغلبية الساحقة من السكان (البروليتاريا) التي تنتج السلع والخدمات. انطلاقًا من الفرضية القائلة بأن التغيير الاجتماعي يحدث بسبب الصراع بين الطبقات المختلفة المتناقضة دومًا داخل المجتمع، يمكن للماركسي أن يستنتج أن الرأسمالية تستغلّ البروليتاريا وتضطهدها، وبالتالي ستؤدي حتمًا إلى ثورة بروليتارية. في المجتمع الاشتراكي، تُستبدل الملكية الخاصة لوسائل الإنتاج بملكية تعاونية. لن يعتمد الاقتصاد الاشتراكي الإنتاج على جني الأرباح الخاصة، إنما على معايير تلبية الاحتياجات البشرية، أي أن الإنتاج سيتم مباشرة للاستخدام.
ينظر الاقتصاد الماركسي وأنصاره إلى الرأسمالية على أنها غير مستدامة اقتصاديًا وغير قادرة على تحسين مستويات المعيشة للسكان بسبب حاجتها للتعويض عن انخفاض معدلات الربح عبر خفض أجور الموظفين والتقديمات الاجتماعية والسعي للعدوان العسكري. ستولّد ثورة العمال نظامًا اشتراكيًا سيخلف الرأسمالية كطريقة للإنتاج البشري. حسب نظرية الأزمة الماركسية، فإن الاشتراكية ليست حتمية، إنما ضرورة اقتصادية.
الماركسية الكلاسيكية هي النظريات الاقتصادية والفلسفية والاجتماعية التي شرحها ماركس وإنجلز وهي تتعارض مع التطورات اللاحقة في الماركسية، وخاصة اللينينية والماركسية اللينينية. الماركسية القويمة هي جسد الفكر الماركسي الذي نشأ بعد وفاة ماركس والذي أصبح الفلسفة الرسمية للحركة الاشتراكية كما هي ممثلة في الأممية الثانية حتى الحرب العالمية الأولى عام 1914. تهدف الماركسية القويمة إلى تبسيط وتقنين وتنظيم المنهج الماركسي والنظرية الماركسية من خلال توضيح غموض وتناقضات الماركسية الكلاسيكية. تتضمن فلسفة الماركسية القويمة الفهم بأن التطور المادي (التقدم التكنولوجي في القوى المنتجة) هو العامل الأساسي للتغيير في هيكل المجتمع والعلاقات الاجتماعية البشرية، وأن النظم الاجتماعية وعلاقاتها (مثل الإقطاعية والرأسمالية وما إلى ذلك...)  ستصبح متناقضة وغير فعالة مع تطور القوى المنتجة، ما ينتج عنه أحد من أشكال الثورة الاجتماعية الناشئة عن التناقضات المتزايدة. هذا التغيير الثوري هو السبيل للتغييرات الأساسية على مستوى المجتمع، ويؤدي في النهاية إلى ظهور أنظمة اقتصادية جديدة.
يشير مصطلح الماركسية القويمة إلى طرق المادية التاريخية والمادية الجدلية وليس إلى الجوانب المعيارية المتأصلة في الماركسية الكلاسيكية، دون الإشارة إلى الالتزام العقائدي بنتائج تحقيقات ماركس.

## اللينينية
اللينينية مجموعة من النظريات السياسية التي طورها الرئيس السوفييتي فلاديمير لينين وسُميت باسمه، وكانت تهدف التنظيم الديمقراطي لحزب طليعي ثوري وتحقيق ديكتاتورية البروليتاريا كمقدمة سياسية لتأسيس الاشتراكية. تضم اللينينية نظريات سياسية واقتصادية اشتراكية طُوّرت من الماركسية، كما تضمّ تفسيرات لينين للنظرية الماركسية وتطبيقها العملي على الظروف الاجتماعية السياسية للإمبراطورية الروسية أوائل القرن العشرين. كانت اللينينية التطبيق الروسي للاقتصاد الماركسي والفلسفة السياسية التي نفذها البلاشفة، الحزب الطليعي الذي قاد الكفاح من أجل الاستقلال السياسي للطبقة العاملة. صرّح لينين عام 1903 قائلًا:
نريد تحقيق نظام جديد وأفضل للمجتمع: في هذا المجتمع الجديد والمحسّن يجب ألا يكون هناك أغنياء ولا فقراء، بل على الجميع أن يعملوا. يجب أن يتمتع جميع العاملين بثمار عملهم المشترك ولا يجب أن يكون في المجتمع حفنة فقط من الاغنياء. يجب أن تعمل الآلات والتحسينات الأخرى على تسهيل عمل الجميع وعدم تمكين القلّة من الثراء على حساب ملايين وعشرات ملايين الناس. يسمى هذا المجتمع الجديد والمحسّن المجتمع الاشتراكي. تسمى التعاليم حول هذا المجتمع «الاشتراكية».
إن النتيجة الأكثر أهمية للنظرية اللينينية عن الإمبريالية هي حاجة العمال الاستراتيجية في البلدان الصناعية للتكتل أو التحالف مع الدول المضطهدة الموجودة داخل مستعمرات بلدانهم في الخارج من أجل الإطاحة بالرأسمالية. هذا هو مصدر الشعار الذي يوضح المفهوم اللينيني القائل بأن البروليتاريا ليست وحدها فقط، كما هي الحال في الماركسية التقليدية، القوة الثورية، إنما جميع الشعوب المضطهدة كذلك: «يا عمال العالم وشعوبه المضطهدة، اتحدوا!» السمة المميزة الأخرى لللينينية هي كيفية تعاملها مع مسألة التنظيم. اعتقد لينين أن النموذج التقليدي للأحزاب الديمقراطية الاجتماعية في ذلك الوقت، وهي منظمة فضفاضة ومتعددة الأعراق، كانت غير كافية لإسقاط النظام القيصري في روسيا. اقترح كادرًا من الثوريين المحترفين الذين نظموا أنفسهم في نموذج المركزية الديمقراطية.

## الشيوعية اليسارية
الشيوعية اليسارية هي مجموعة وجهات النظر الشيوعية التي يتبناها اليسار الشيوعي، والتي تنتقد الأفكار السياسية للبلاشفة من موقع أكثر ماركسية وبروليتارية وأكثر أصالة من وجهات نظر اللينينية التي تحتفظ بها الأممية الشيوعية بعد أول مؤتمرين لها.
على الرغم من أنها عاشت قبل أن تصبح الشيوعية اليسارية اتجاهًا واضحًا، إلا أن روزا لوكسمبورغ كانت مؤثرة بشكل كبير بالنسبة لمعظم الشيوعيين اليساريين، على المستويين السياسي والنظري. نجد من بين أنصار الشيوعية اليسارية هيرمان غورتر وأنطون بانيكوك وأوتو روهل وكارل كورش وأماديو بورديجا وبول ماتيك.
تشمل الجماعات الشيوعية اليسارية البارزة الموجودة اليوم التيار الشيوعي الدولي والتيار الشيوعي الأممي، كما تعتبر الفصائل المختلفة من الحزب الشيوعي البورديغي الدولي القديم منظمات شيوعية يسارية.

## الشيوعية المجالسية
الشيوعية المجالسية هو تيار الفكر الاشتراكي الذي ظهر في 1920. المستوحى من ثورة نوفمبر تميَز المجلس بمعارضته لرأسمالية الدولة ودعوتها لمجالس العمال والديمقراطية السوفييتية كأساس لتفكيك الدولة الطبقية القوية في ألمانيا وهولندا خلال 1920، لا تزال المجالسية موجودة اليوم داخل الحركات الاشتراكية والشيوعية.
من أهم مبادئ شيوعية المجالس هو معارضتها للطليعة الحزبية والمركزية الديمقراطية من الإيديولوجيات اللينينية وإيمانيها بأن مجالس العمال الديمقراطية الناشئة في المصانع والبلديات هي الشكل الطبيعي لتنظيم الطبقة العاملة. كما تقف الشيوعية في المجلس على النقيض من الديمقراطية الاجتماعية من خلال رفضها الرسمي لكل من الإصلاحية و«البرلمانية» (أي التنازلات والمقايضات).

## التروتسكية
التروتسكية هي تيار شيوعي وضع على يد ليون تروتسكي، وكان الاختلاف الرئيسي بين تروتسكي وجوزيف ستالين حول ثلاث نقاط رئيسية هي أن التروتسكية ترى أن الثورة الاشتراكية يجب أن تكون أممية لابد أن تنتقل للعالم كافة وليس في بلد واحد وقد طرحت هذه الفكرة كشكل مثالي مناقض لأفكار أخرى منها عدم مراعاة التطور غير المتكافئ لأقطار، وأن الطبقة الوحيدة القادرة علي قيادة الثورة الاشتراكية هي العمال بتحالف مع الفلاحين وليس كما طرح ستالين من خلال نظرية الجبهة الشعبية.

## الماركسية اللينينية
الماركسية اللينينية هي تيار إيديولوجي شيوعي برز كاتجاه سائد بين الأحزاب الشيوعية في عشرينيات القرن العشرين وتم تبنيها كأساس أيديولوجي للأممية الشيوعية خلال فترة حكم ستالين.
يُستعمل مصطلح «الماركسية اللينينية» بشكل رئيسي على اعتبار ان القائد ستالين نجح في حمل إرث لينين (الستالينيون والماويون).
بعد الانفصال الشيوعي بين الاتحاد السوفياتي والصين ادعى كل حزب من هذين البلدين أنه الوريث الفكري الوحيد للماركسية اللينينية. في الدول الشيوعية الثلاث الموجودة حاليًا (وهي كوبا ولاوس وفيتنام) تتبنى الأحزاب الحاكمة في إيديولوجيتها الرسمية مبدأ الماركسية اللينينية على الرغم من أنها تقدم له تفسيرات مختلفة في السياسة العملية. تتبنى بعض الأحزاب الشيوعية المعاصرة الماركسية-اللينينية في إيديولوجيتها الأساسية، كما أن بعض هذه الأحزاب الشيوعية عدل توجهاته حسب الظروف السياسية المحلية الجديدة بعد انهيار الاتحاد السوفياتي.

## الماوية
الماوية نظرية شيوعية ثورية تستند إلى أفكار ماركس وأنجلس ولينين وستالين، وبخلاف الأحزاب الشيوعية التقليدية تبرز هذه النظرية أفكار القائد الشيوعي الصيني ماو تسي تونج وتعتبرها تطويراً خلاقاً للماركسية اللينينية. تميزت الأحزاب الشيوعية الماوية بالقيام بحروب شعبية ضد الإمبريالية والأنظمة المرتبطة بها مستلهمة التجربة الصينية ودروس ماوتسي تونغ العسكرية وميراث الحركة الشيوعية العالمية بدءاً من كومونة باريس، وفي الثمانينات من القرن الماضي نشأت الحركة الأممية الثورية التي ضمت مجموعة كبيرة من الاحزاب والمنظمات الشيوعية الماوية وأصدرت بياناً تاريخياً يحوصل وجهات نظرها سنة 1984 طورته في التسعينات من القرن الماضي تحت عنوان: عاشت الماركسية اللينينية الماوية.

## ماركسية ليبرتارية
الماركسية الليبرتارية هي نطاق واسع من الفلسفات السياسية والاقتصادية التي تؤكد على مناهضة السلطوية وتحرص على الجوانب الليبرتارية للماركسية. ظهرت الاتجاهات المبكرة من الماركسية الليبرتارية مثل اليسار الشيوعي بصفتها معارضةً للماركسية اللينينية لديمقراطيون. تعتمد تيارات الماركسية الليبرتارية غالبًا على الأعمال المتأخرة لكارل ماركس وفريدريك إنجلز خصوصًا أسس نقد الاقتصاد السياسي (جرندريسه) والحرب الأهلية في فرنسا؛ التي تؤكد على المعتقد الماركسي في قدرة الطبقة العاملة على تشكيل مصيرها دون الحاجة لحزب طليعي للتوسط أو المساعدة في تحريرها. تُعد الماركسية الليبرتارية، إلى جانب اللاسلطوية، إحدى أهم الاتجاهات في الاشتراكية الليبرتارية.

## الماركسية الغربية
الماركسية الغربية هي وصف لنظريات مجموعة من المنظرين الماركسيين المتمركزين في أوروبا الغربية والوسطى، بخلاف فلسفة الاتحاد السوفيتي. بالرغم أن كتاب جورج لوكاش التاريخ والوعي الطبقي وكتاب الماركسية والفلسفة لكارل كورش أصدرا سنة 1923، إلا أنهما اعتبرا عمليا افتتحا هذا التيار، كما قالها موريس ميرلو بونتي. ويعدّ أنطونيو غرامشي ذو بصمة كبيرة في هذا التيار، رغم أن كتاباته لم تنشر إلا في وقت لاحق، بداية ب مختارات من مذكرات السجن لأنطونيو غرامشي سنة 1978.

## النسوية الماركسية
النسوية الماركسية، هي أحد المتغيرات الفلسفية للنسوية والتي تشتمل على النظرية الماركسية وتعمل على توسيع نطاقها. تحلل النسوية الماركسية السبل التي تستغل الرأسمالية من خلالها المرأة، جنبًا إلى جنب مع الحيازة الفردية للملكية الخاصة. تؤمن النسويات الماركسيات بأنه لا يمكن تحرير المرأة إلا من خلال حل الأنظمة الرأسمالية، التي يزعمن بأن عمل المرأة فيها لا ينطوي على أي تعويضات. توسع النسويات الماركسيات نطاق التحليل الماركسي التقليدي من خلال تطبيقه على نطاق العمالة المنزلية والعلاقات الجنسية.

## الإنسانية الماركسية
الإنسانية الماركسية هي هيئة فكر وعمل سياسي دولية مأخوذة من تفسير أعمال كارل ماركس. وُلد الاتجاه في أربعينيات القرن الماضي ووصل إلى درجة من الشهرة في الخمسينيات والستينيات قبل أن يتفوق عليه إلى حد كبير الماركسية المناهضة للإنسانية للويس التوسير.
تُعتبر الإنسانية الماركسية تحقيقًا في «ماهية طبيعة الإنسان ونوع المجتمع الذي سيكون أكثر قابلية للتوجه في طريق تقدم الإنسان» من منظور نقدي مأخوذ من الفلسفة الماركسية. يجادل الإنسانيون الماركسيون بأن ماركس نفسه كان معنيًا بالتحقيق في أسئلة مماثلة. بذلك، وعلى عكس التفسيرات المأخوذة من أعمال ماركس في الماركسية البنيوية، يجادل الإنسانيون الماركسيون بأن أعمال ماركس، بدلًا من كونها رفضًا صريحًا، كانت امتدادًا أو تفوّقًا للإنسانية التنويرية، موسعة بذلك امتداد النقد الإنساني ليشمل عالمًا من التنظيم البشري بدلًا من جعله محدودًا في مجال انتقاد الدين.